# Sept Jours à vivre
Pour plus de détails, voir Fiche technique et Distribution.
Sept Jours à vivre (Seven Days to Live) est un thriller germano-britannique de Sebastian Niemann, sorti en 2000.

## Synopsis
Un couple ayant vécu des évènements tragiques, s'installe dans une nouvelle maison afin de prendre un nouveau départ. Des événements terrifiants vont alors faire leur apparition.

## Fiche technique
- Titre original : Seven Days to Live
- Titre français : Sept Jours à vivre
- Réalisation : Sebastian Niemann
- Scénario : Dirk Ahner
- Direction artistique : Martin Maly
- Photographie : Gerhard Schirlo
- Musique : Egon Riedel
- Production : Christian Becker et Thomas Häberle
- Pays d’origine :  Allemagne/ Royaume-Uni
- Langue : Anglais
- Durée : 90 minutes
- Format :  couleur
- Genre : Thriller psychologique
- Date de sortie : 
  -  France : 9 mai 2001

## Distribution
- Amanda Plummer : Ellen Shaw
- Sean Pertwee : Martin Shaw
- Nick Brimble : Carl Farrell
- Sean Chapman : Paul
- Gina Bellman : Claudia
- Renee Ackermann : Marlene Kosinski
- Chris Barnes : Frank Kosinski
- Eddie Cooper : Thomas Shaw
- Amanda Walker (en) : Elizabeth Farrell
- Julian Curry : Professeur Ed Saunders
- Dave Hill : Docteur Brown